# Gjoko Taneszki
Gjoko Taneszki (macedónul: Ѓоко Танески, latin betűvel gyakran: Gjoko Taneski; Ohrid, 1977. március 2. — ) macedón énekes. Ő képviselte Észak-Macedóniát a 2010-es Eurovíziós Dalfesztiválon Oslóban.
2010. február 20-án, Gjoko Taneszki, Billy Zver és Pejcin, megnyerte a macedón közszolgálati televízió által rendezett nemzeti döntőt az Eurovízióra (Skopjefest 2010) , a Jasz ja imam szilata (magyarul: Van hatalmam) című számával. Az első elődöntőben, 2010. május 25-én, tizenötödikként adta elő a dalt, macedón nyelven. A szavazás során harminchét pontot gyűjtve a tizenötödik helyen zárt, így nem jutott tovább a döntőbe.

## Fordítás
Ez a szócikk részben vagy egészben az Gjoko Taneski című angol Wikipédia-szócikk fordításán alapul.  Az eredeti cikk szerkesztőit annak laptörténete sorolja fel. Ez a jelzés csupán a megfogalmazás eredetét és a szerzői jogokat jelzi, nem szolgál a cikkben szereplő információk forrásmegjelöléseként.